# Zubní pasta

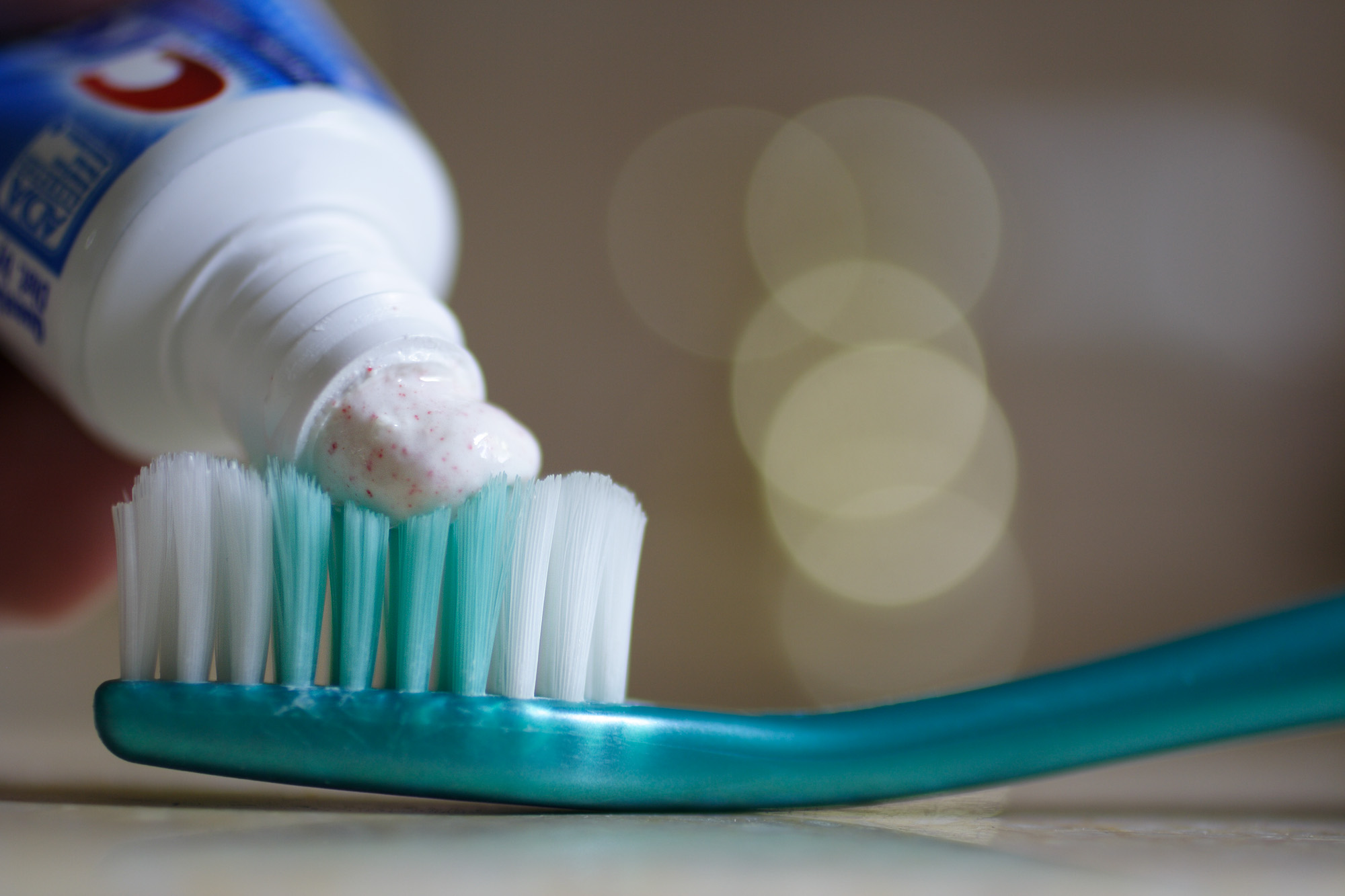
Zubní pasta nanášená na zubní kartáček.

Zubní pasta je pasta nebo gel používaný pro zlepšení estetického vzhledu a zdraví zubů. Bývá používána k čištění zubů společně se zubním kartáčkem. Lidé si mylně myslí, že napomáhá hygieně ústní dutiny tím, že odstraňuje zubní plak, zubní kámen a kousky jídla ze zubů (a jazyka). Tuto funkci činí – mechanicky – kartáček. Může také potlačit, omezit nebo zakrýt zápach z úst. Převážná většina lidí v rozvinutých zemích používá zubní kartáček a pastu několikrát denně.
Pasta by měla mít hlavně dva úkoly:
- kosmetický – leštění povrchu zubů, odstranění nežádoucího zbarvení zubů, osvěžení dechu
- terapeutický – pomoci kartáčku v redukci zubního povlaku, aplikace léčebných látek

## Historie
První zmínky o zubní pastě pochází z Egypta, a to ze 4. století př. n. l. Skládala se z soli, pepře, mátových listů a květů kosatce. Římané používali zubní pastu, jejíž hlavní složkou byla lidská moč; protože moč obsahuje amoniak, je velmi účinná pro bělení zubů. V 18. století se v Americe používala pasta ze spáleného chleba. Nicméně se zubní pasta nebo prášek rozšířily až v 19. století, kolem roku 1800 se používal zubní kartáček pouze s vodou, ale na popularitě již získávaly zubní prášky, zpravidla domácí výroby, složené zejména z křídy, rozdrcených cihel a soli.
Okolo roku 1900 se začala zubní pasta vyrábět z peroxidu vodíku a sody, ale až do první světové války nedosáhla popularity zubního prášku. V roce 1914 se do zubní pasty začal přidávat fluorid. Zubní pasta se nejčastěji distribuuje v umělohmotných tubách, které bývají vkládány do papírových krabiček.

## Proužkovaná zubní pasta

Jak vznikají pruhy?

Účelem proužků na zubní pastě je výhradně zatraktivnit pastu pro spotřebitele.
Proužky mohou být na zubní pastě vytvářeny způsobem, jaký ukazuje nákres. Dvě odlišně barevné zubní pasty jsou naplněny do zvláštní tuby; ve větším zásobníku se nachází zpravidla světlá pasta, na kterou je při vymačkávání z krajních zásobníků nanášen barevný proužek.

## Zubní pasty podle specifikace
Různé pasty mají mimo hlavního účelu, kterým je čištění zubů a zamezení kazivosti chrupu, i jiné zaměření a jsou specificky určeny pro daný problém. Jinou pastu by měl používat člověk trpící paradentózou a jinou ten, kdo má citlivé zuby apod.

### Pasty pro péči o nemocné dásně
Dásně mohou trpět díky nesprávnému čištění zubů. Vzniká tzv. zánět dásní. Pasty často obsahují látky, které způsobí tzv. adstringentní účinek (stahování dásní), mohou obsahovat přírodní extrakty (např. bylinek), Koenzym Q10 a vitamín E. Tyto pasty na čas zakryjí problémy spojené s nesprávným čištěním zubů. Příčinu – bakteriální plak – však neodstraní. To musí učinit kartáček. Složení záleží na konkrétní pastě.

### Pasty pro citlivé zuby
Nejčastější příčinou vzniku citlivosti na chlad, teplo, sladká či kyselá jídla je obnažení krčku zubu. Zuby mohou být navíc citlivé i na dotyk vláken zubního kartáčku. Pochopitelně existují i pasty určené pro tento problém. Látky v nich obsažené napomáhají k uzavření kanálků na obnaženém povrchu zubu, kterými vedou impulsy k nervu nebo látky přímo snižují nervovou dráždivost.

### Pasty proti zubnímu kameni
Na zubech se vytváří zubní plak, z kterého se po čase vyvine zubní kámen. Pasty určené proti zubnímu povlaku však spíše maskují než léčí a brání dalšímu zhoršení. Zubní kámen může odstranit zubní lékař. Zub. kámen nepředstavuje jen estetický problém. Tento jev může dráždit dáseň a může vést až k paradentóze.

### Bělící zubní pasty
Slouží hlavně k odstranění nežádoucího zbarvení vzniklého např. pitím kávy; zuby samotné však nejsou přirozeně úplně bílé, a proto je tato metoda značně limitovaná. Fungují na principu abrazivních částic, které mechanicky odstraňují ze zubní skloviny pigmenty usazené např. v důsledku kouření apod. Většina zubních past používá perlit nebo vápenec, jejichž abrazivita je vyjádřena pomocí RDA (Relative Dentin Abrasivity). Vzhledem k faktu, že dochází k obrušování povrchových vrstev skloviny a takovéto změny jsou nevratné, není použití bělících zubních past k redukci diskolorace chrupu vhodné. Novější pasty pracují s různými bělícími enzymy (bromelain, papain). Neexistuje však dlouhodobá studie věnující se problematice enzymů při bělení zubů. 

### Pasty pro děti
Mají vhodnou příchuť (neměly by svádět k polykání) a malé množství fluoru. Děti, které polykají pastu s fluoridem, mohou mít na zubech matné bělavé skvrnky nebo také proužky. Tento nežádoucí jev se nazývá fluoróza. Avšak i nadměrné používání zubní pasty může být rizikové.

## Složení zubní pasty

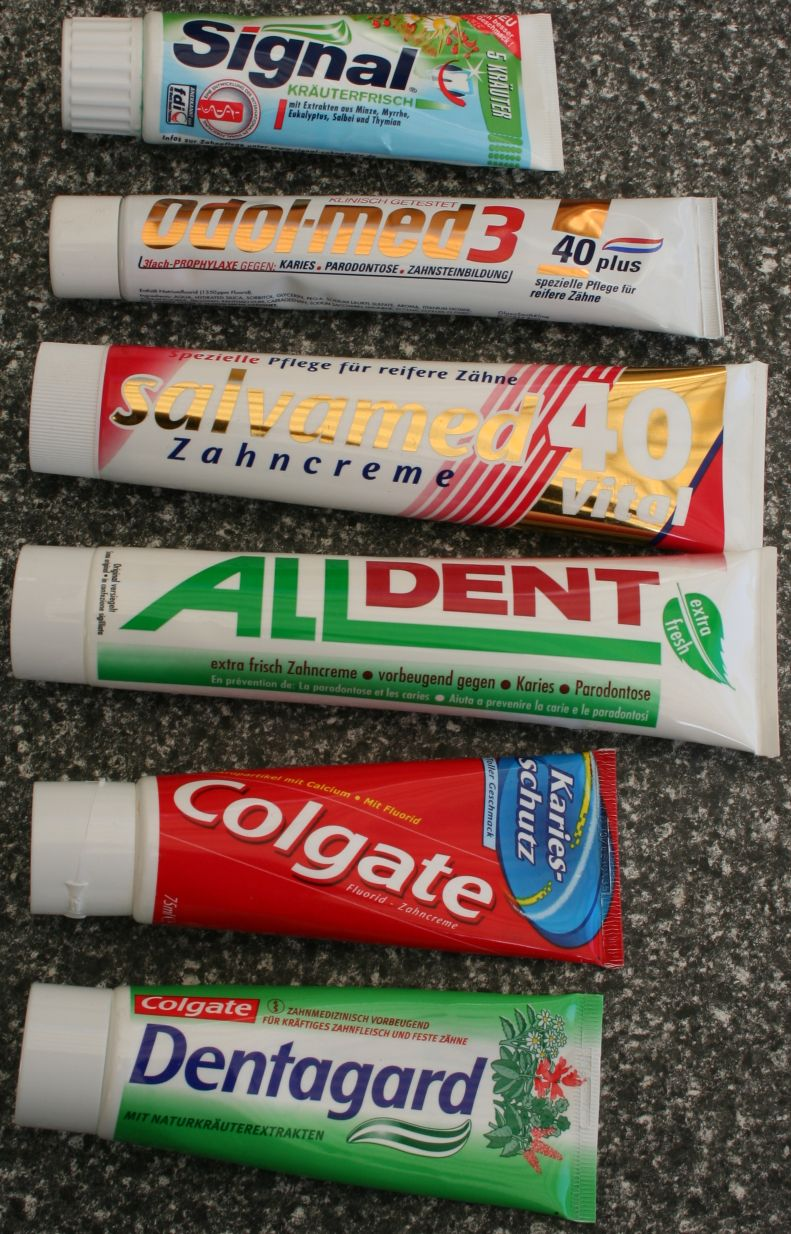
Zubní pastu prodávají různé značky.

Běžná zubní pasta je zhruba ze 40 % tvořena vodou, asi z 50 % brusnými prostředky (abraziva), z 1 až 4 % pěnicími prostředky (dodecylsíran sodný) a příchutěmi, pojidly, barvivy a fluoridem. Nejnovějším trendem (2017) je černá zubní pasta obsahující aktivní uhlí. Zbytek tvoří ostatní látky. Konkrétní složení se liší, ale je uvedeno na obalu zubní pasty.
Brusné částice, které mají hlavní úlohu, kterou je čištění zubů, se nazývají abraziva. Působí na zubní sklovinu a odstraňují z ní zubní povlak (plak) a skvrny. Nejčastěji jde o uhličitan vápenatý, oxid křemičitý (ve formě siliky nebo amorfního SiO2), hydrogenfosforečnan vápenatý a další podobné látky (mikroplasty). Brusný účinek závisí na tvaru, velikosti, tvrdosti a počtu abrazivních částic. Panuje ale obava, že nadmíra abraziv postupně poškozuje sklovinu. Zubní kaz byl v dřívějších dobách méně častý (kazivost do 10%) a narůstá pak koncem raného novověku díky "jemné" (neabrazivní) stravě.
Odolnost skloviny vůči sníženému pH a působení kyselin napomáhají sloučeniny fluoru, hlavně fluorid sodný, fluorid cínatý, aminfluorid nebo monofluorofosforečnany (MFP). Fluorid cínatý může příznivě snižovat výskyt zánětu dásní. Na druhou stranu je prokázáno, že fluorid cínatý není schopen chránit proti rozvoji zubního kazu tak, jako fluorid sodný, který se proto používá daleko častěji. Nejdéle působí aminfluorid. Zubní pasty s fluoridy podle odborných studií snižují při pravidelném používání kazivost zubů o 20 až 30 %.
Podle obsahu sloučenin fluoru se pasty dělí na
- pro předškoláky (s obsahem 250–500 ppm F)
- pro školáky (500–1000 ppm F)
- běžné zubní pasty pro dospělé (1000–1500 ppm F)
- terapeutické zubní pasty (1800–2500 ppm F)

Fluor lze nahradit například hydroxylapatitem.
Zubní pasty s obsahem jedlé sody (hydrogenuhličitanu sodného) zažívají v posledních letech renesanci. Hydrogenuhličitan sodný snižuje koncentraci kyselin, které narušují povrch skloviny a podílejí se na vzniku kazu.
Tvorbě mikrobiálního povlaku brání triclosan, chlorhexidin, sanguinarin, esenciální oleje, enzymy a jiné látky.
Vytváření zubního kamene redukují pyrofosfát sodný a draselný, chlorid a citrát zinečnatý.
Citlivost zubu omezují dusičnan draselný, hydroxyapatit, citronan sodný, chlorid strontnatý.
Protizánětlivými přísadami jsou mimo jiné rostlinné extrakty z heřmánku pravého, řepíku lékařského, šalvěje lékařské, myrhy, ratanhy (kramerie trojmužná) a jiné přírodní extrakty, kterou jsou nejen šetrné, ale i uznávané pro jejich účinnost.
Koenzym Q10 se přidává do některých past. Jeho nedostatek přispívá ke vzniku parodontózy.
Adstringentním (stahujícím) účinkem působí aluminium chlorhydroxyallantoinát, aluminium dihydroxyallantoinát, aluminium aceticotartarát (AAT), mléčnan hlinitý, vřídelní sůl. Výrobci zubních past někdy tvrdí, že pasty s těmito látkami „zpevňují dásně“, ale to je však značně přehnané. Tyto pasty pouze vyvolávají pocit stažení dásní, který však nemá žádný léčebný účinek.
Pěnidla a barviva nemají přímo čisticí efekt, ale pěnivost je spotřebiteli považována za důležité kritérium. Nejčastěji se jedna o sodiumlaurylsulfát (SLS), které ovšem může způsobit větší výskyt ústních vředů (tzv. aftů) u některých lidí, kteří jsou na tuto látku citlivější, proto dražší pasty tuto látku neobsahují a to vede k snížení jejich pěnivosti. Pěnidla SLS a SCS ale mohou mít i nepříznivé účinky na dutinu ústní, a to zejména u citlivé ústní dutiny, kde mohou zvyšovat riziko vzniku aftů.
Chuťovými přísadami mohou být umělá sladidla (sacharin, sorbitol) nebo jiné látky (anýz, máta peprná, blahovičník). Dalšími netradičními příchutěmi jsou meruňka, skořice, zázvor, vanilka, citrón a celá řada dalších příchutí. Tyto pasty mohou pouze imitovat určitou příchuť, ale nutně nemusí obsahovat přírodní zdroj této příchuti. Příchuť žvýkačky se požívá hlavně u past určených dětem, ale paradoxně to vede k nežádoucímu polykání pasty.
Pojidla a zvlhčující složky udržují správnou konzistenci (glycerol, Cellulose Gum).
Konzervační látky zajišťují stálost účinnosti a ostatních vlastností pasty.